# Keller Auditorium
Keller Auditorium es el teatro principal del Portland Center of the Perfoming Arts en Portland, Oregon.
Construido en 1917 bajo el nombre de Civic Auditorium tiene capacidad para 2992 espectadores y fue completamente renovado en 1968.
Es la sede de las compañías Portland Opera, The Oregon Ballet Theatre y Oregon Children's Theatre. 
Junto al Arlene Schnitzer Concert Hall (1928) conforman el eje del distrito teatral de la ciudad.